# Oromocto

Oromocto é uma cidade canadense localizada no centro-oeste da província de New Brunswick estando a aproximadamente 20 Km ao sudeste da capital Fredericton. Sua população, segundo o censo de 2001, era de 8.843 habitantes.